# Gábor Nagy (futbolista nacido en 1981)
Gábor Nagy (Hungría, 30 de septiembre de 1981) es un futbolista húngaro. Juega de defensa y actual club es el FC Deutschkreutz de la Landesliga Burgenland de Austria.

## Carrera
Gábor Nagy comenzó su carrera en el Szombathelyi Haladás del fútbol húngaro. En 2003 entró al Újpest FC del mismo país. Más tarde jugó para el Rákospalotai EAC 29 partidos. Desde el 2007 juega para el FC Aarau.

## Clubes
| Club                 | País    | Año       |
| -------------------- | ------- | --------- |
| Szombathelyi Haladás | Hungría | 1999-2002 |
| Újpest FC            | Hungría | 2003-2005 |
| Rákospalotai EAC     | Hungría | 2005-2006 |
| FC Aarau             | Suiza   | 2007-2008 |
| APEP Pitsilia        | Chipre  | 2008-2011 |
| Szombathelyi Haladás | Hungría | 2011-2012 |
| Gyirmót SE           | Hungría | 2012-2013 |
| Vasas Budapest SC    | Hungría | 2013-2014 |
| FC Deutschkreutz     | Austria | 2022-     |

- Datos: Q3122787